# Rudolf Köppl
Rudolf Köppl (* 2. April 1913 in Sofienwald, Böhmen; † 14. Februar 1982 in Wien) war ein österreichischer Politiker (SPÖ). Er war von 1959 bis 1977 Bezirksvorsteher des 22. Wiener Gemeindebezirks Donaustadt.
Rudolf Köppl war zwischen 1928 und 1938 teilweise als Bürokraft und als Verkäufer bei der Konsumgenossenschaftsbewegung tätig und engagierte sich ab 1930 als Mitglied der Deutschen Sozialdemokratischen Arbeiterpartei. Nach der Besetzung der Tschechoslowakei wurde Köppl 1939 in die Wehrmacht eingezogen und kämpfte im Zweiten Weltkrieg.
Nachdem Köppl aus der Kriegsgefangenschaft entlassen worden war, gelangte er im Dezember 1945 nach Wien und trat der SPÖ bei. Er arbeitete anfangs als Hilfsarbeiter bei Waagner-Biro und war in der Folge zwischen 1946 und 1959 als Bezirkssekretär der SPÖ-Donaustadt tätig. Am 15. Dezember 1959 wurde Köppl als Bezirksvorsteher angelobt, wobei er die Funktion bis zum 12. Mai 1977 ausübte. In seine Amtszeit fiel eine rege Bautätigkeit, wobei zahlreiche neue Wohnbauten errichtet wurden.
Nach seinem Tod wurde Köppl am 5. März 1982 auf dem Asperner Friedhof beigesetzt. In der Folge wurde die in den Jahren 1966/67 errichtete städtische Wohnhausanlage in der Anton-Sattler-Gasse 115 in Rudolf-Köppl-Hof benannt. Zudem erinnert seit 1995 die Rudolf-Köppl-Gasse in der Donaustadt an ihn.